# Gottschalk Anton von Wickede

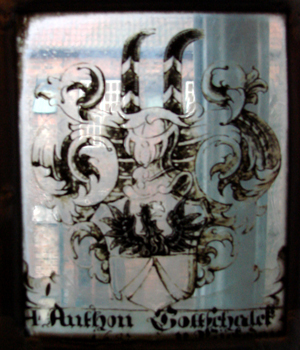
Wappenscheibe des H[errn] Anthon Gottschalck [von Wickede] (1657–1704), heute im St.-Annen-Museum, Lübeck

Gottschalk Anton von Wickede (* 30. Dezember 1657 in Lübeck; † 7. Mai 1704) war ein deutscher Patrizier und Gutsbesitzer.

## Leben
Wickede war der ältere Sohn des Lübecker Ratsherrn Thomas Heinrich von Wickede und seiner Ehefrau Agnete geb. Köhler, Tochter des rechtsgelehrten Lübecker Bürgermeisters Anton Köhler. Von seinem Vater ererbte er 1676 das Lübsche Gut Kastorf. Er studierte 1676 an der Universität Helmstedt bei Hermann Conring, Paul Heigel und Johann Eisenhart und wechselte an die Universität Heidelberg, von wo er 1680 zu seiner Grand Tour aufbrach. 1681 heiratete er Katharina geb. von Höveln, Tochter des Lübecker Bürgermeisters Gotthard von Höveln, mit der er zehn Kinder gemeinsam hatte. 1682 wurde er in die patrizische Zirkelgesellschaft aufgenommen. 1684 erwarb er gemeinsam mit seinem jüngeren Bruder Thomas Hinrich von Wickede ein Erbbegräbnis für die Familie in einer Gruft unter der Orgel in der Johanniskirche in Krummesse.
Sein Sohn Gotthard Gottschalk von Wickede wurde Ratsherr in Lübeck und erbte vom Vater Kastorf und Bliesdorf; sein gleichnamiger Sohn Gottschalk Anton von Wickede (1689–1740), Herr auf den von seinem Vater ererbten mecklenburgischen Gütern Nigleve, Tolzien und Fredenhagen (heute Niegleve, Tolzin und Friedrichshagen, alles Ortsteile von Lalendorf), wurde im Jahre 1702 in die mecklenburgische Ritterschaft aufgenommen und begründete den mecklenburgischen Zweig derer von Wickede.